# Tiro ai Giochi della VII Olimpiade - Carabina piccola individuale
La competizione della carabina piccola individuale  di tiro a segno ai Giochi della VII Olimpiade si tenne il giorno 2 agosto 1920 a Camp de Beverloo, Leopoldsburg.

## Risultati
Fucile calibro 22. Quattro serie di dieci colpi da 50 metri in posizione eretta.
| Pos.    | Concorrente           | Nazione     | Punti |
| ------- | --------------------- | ----------- | ----- |
| Oro     | Larry Nuesslein       | Stati Uniti | 391   |
| Argento | Arthur Rothrock       | Stati Uniti | 386   |
| Bronzo  | Dennis Fenton         | Stati Uniti | 385   |
| n/d     | Sigvard Hultcrantz    | Svezia      | 382   |
| n/d     | Erik Ohlsson          | Svezia      | 381   |
| n/d     | Anton Olsen           | Norvegia    | 379   |
| n/d     | Erik Sætter-Lassen    | Danimarca   | 378   |
| n/d     | Lars Jørgen Madsen    | Danimarca   | 378   |
| n/d     | Albert Helgerud       | Norvegia    | 375   |
| n/d     | Leon Lagerlöf         | Svezia      | 375   |
| n/d     | Anders Peter Nielsen  | Danimarca   | 374   |
| n/d     | Otto Wegener          | Danimarca   | 373   |
| n/d     | Sigvart Johansen      | Norvegia    | 373   |
| n/d     | Olaf Sletten          | Norvegia    | 371   |
| n/d     | Willis Lee            | Stati Uniti | 370   |
| n/d     | Oscar Eriksson        | Svezia      | 370   |
| n/d     | Østen Østensen        | Norvegia    | 368   |
| n/d     | Oliver Schriver       | Stati Uniti | 367   |
| n/d     | Christen Møller       | Danimarca   | 359   |
| n/d     | Achille Paroche       | Francia     | n/d   |
| n/d     | Alfredo Galli         | Italia      | n/d   |
| n/d     | André Parmentier      | Francia     | n/d   |
| n/d     | Andreas Vichos        | Grecia      | n/d   |
| n/d     | Antonio Bonilla       | Spagna      | n/d   |
| n/d     | Antonio Moreira       | Spagna      | n/d   |
| n/d     | Domingo Rodríguez     | Spagna      | n/d   |
| n/d     | Émile Rumeau          | Francia     | n/d   |
| n/d     | Emmanuel Peristerakis | Grecia      | n/d   |
| n/d     | Franco Micheli        | Italia      | n/d   |
| n/d     | Fred Morgan           | Sudafrica   | n/d   |
| n/d     | George Harvey         | Sudafrica   | n/d   |
| n/d     | George Lishman        | Sudafrica   | n/d   |
| n/d     | Georges Roes          | Francia     | n/d   |
| n/d     | Iōannīs Theofilakīs   | Grecia      | n/d   |
| n/d     | José Benito López     | Spagna      | n/d   |
| n/d     | Konstantinos Kephalas | Grecia      | n/d   |
| n/d     | Léon Johnson          | Francia     | n/d   |
| n/d     | Luis Calvet           | Spagna      | n/d   |
| n/d     | Mark Paxton           | Sudafrica   | n/d   |
| n/d     | Norbert Van Molle     | Belgio      | n/d   |
| n/d     | Paul Van Asbroeck     | Belgio      | n/d   |
| n/d     | Philippe Cammaerts    | Belgio      | n/d   |
| n/d     | Pier Francesco Campus | Italia      | n/d   |
| n/d     | Raffaele Frasca       | Italia      | n/d   |
| n/d     | Riccardo Ticchi       | Italia      | n/d   |
| n/d     | Robert Bodley         | Sudafrica   | n/d   |
| n/d     | Vassilios Xylinakis   | Grecia      | n/d   |
| n/d     | Victor Robert         | Belgio      | n/d   |
| n/d     | Louis Andrieu         | Belgio      | n/d   |